# Coccorchestes tapini
Coccorchestes tapini là một loài nhện trong họ Salticidae. Loài này được phát hiện ở New Guinea.